# يوشين مارو 3
يوشين مارو 3 (باليابانية: 第3勇新丸) هي سفينة يابانية لصيد الحيتان تابعة لـمعهد أبحاث الحيتان الياباني. تُستخدم السفينة ضمن برنامج صيد الحيتان في القطب الجنوبي وبرامج أخرى مثيرة للجدل تدّعي أنها لأغراض البحث العلمي.

## المهام
تشارك السفينة في أسطول صيد الحيتان الياباني الذي يعمل أساسًا في المحيط الجنوبي. واجهت السفينة احتجاجات متكررة من منظمات حماية البيئة مثل سي شيبرد التي تعارض صيد الحيتان لأسباب بيئية وأخلاقية.

## الانتقادات
تعرض برنامج صيد الحيتان الذي تشارك فيه السفينة لانتقادات واسعة دوليًا، حيث ترى منظمات دولية وحكومات أن البرنامج يُستخدم كغطاء لصيد الحيتان التجاري المحظور بموجب القوانين الدولية.